# Estopa
Estopa ist eine spanische Musikgruppe.

## Geschichte
Estopa wurde von den zwei spanischen Brüdern Muñoz Calvo gebildet, David (geboren am 10. Januar 1976) und José Manuel (geboren am 19. November 1978). Sie sind in Cornellà de Llobregat bei Barcelona geboren und aufgewachsen, haben einige Jahre bei einem Zulieferer von Seat (Novel Lahnwerk) am Fließband gearbeitet und wurden durch einen eher zufällig eintretenden Erfolg überrascht. Ein Freund hatte einen Demosong an das Plattenlabel BMG weitergereicht, die sich daraufhin auch prompt interessiert zeigte.
Von ihrem ersten Album Estopa, erschienen 1999, wurden ungefähr 1.400.000 Kopien verkauft. Es folgten die Alben Destrangis und La calle es tuya? („Gehört die Straße dir?“). Im November 2005 folgte ihr viertes Album Voces de ultrarumba, dessen Name ein Wortspiel ist, welches von „Voces de Ultratumba“ abgeleitet wurde – es bedeutet so viel wie „Stimme aus dem Untergrund“ bzw. „Stimme aus einer anderen Welt“. In den ersten 2 Wochen wurden 200.000 Alben verkauft.

## Stil
Die Musik hat ein starkes spanisches Flair. Der Rumba-Rock, wie sie bezeichnet wird, ist vielleicht einzuordnen zwischen Punk-Rock und traditionell spanischer Gitarrenmusik. Entgegen häufiger Meinung singen Estopa nicht im andalusischen Dialekt, sondern viel eher in einer sprachlich einfachen und laxen Ausdrucksweise, die dem Andalusischen nur in einigen Punkten nahekommt. Die Texte sind nur mit guten Sprachkenntnissen zu verstehen.
Ungewöhnlich ist auch die Sprache von Estopa. Aus einfachen Verhältnissen kommend sind die Texte sehr offen, direkt, ja gelegentlich sogar unverschämt. Ihre Texte handeln von Sorgen und Nöten des einfachen Mannes, der sich Gedanken über sein Leben macht und der montags das Wochenende herbeisehnt, damit er wieder ordentlich Fiesta machen kann. Estopa ist die Stimme der Vorstädte Barcelonas, der charnegos. Geboren und aufgewachsen sind sie in einer Hochhaussiedlung in Cornellà, einer 80.000-Einwohner-Stadt am Rande Barcelonas. Unter ihren Anhängern findet man fast jede Altersgruppe wieder. Sie sind vor allem bei der Spanisch sprechenden Bevölkerung Barcelonas und der autonomen Region Katalonien sehr beliebt.

## Diskografie

### Studioalben
| Jahr | Titel                       | Höchstplatzierung, Gesamtwochen, AuszeichnungChartsChartplatzierungen (Jahr, Titel, Platzierungen, Wochen, Auszeichnungen, Anmerkungen) | Anmerkungen                                                                               |
| Jahr | Titel                       | ES | Anmerkungen                                                                               |
| ---- | --------------------------- | --- | ----------------------------------------------------------------------------------------- |
| 1999 | Estopa                      | ES1 ×3030-fach-Platin · (97 Wo.)ES | Erstveröffentlichung: Oktober 1999                                                        |
| 2001 | Destrangis / Más destrangis | ES1 ×1515-fach-Platin · (87 Wo.)ES | Erstveröffentlichung: Oktober 2001 Wiederveröffentlichung mit Bonusmaterial: Oktober 2002 |
| 2004 | ¿La calle es tuya?          | ES1 ×4Vierfachplatin · (48 Wo.)ES | Erstveröffentlichung: 24. März 2004                                                       |
| 2005 | Voces de ultrarumba         | ES1 ×9Neunfachplatin · (67 Wo.)ES | Erstveröffentlichung: November 2005                                                       |
| 2008 | Allenrok                    | ES1 ×2Doppelplatin · (50 Wo.)ES | Erstveröffentlichung: 26. Februar 2008                                                    |
| 2009 | Estopa X Anniversarivm      | ES1 ×2Doppelplatin · (86 Wo.)ES | Erstveröffentlichung: 17. November 2009                                                   |
| 2011 | Estopa 2.0                  | ES1 ×2Doppelplatin · (14 Wo.)ES | Erstveröffentlichung: 21. November 2011                                                   |
| 2014 | Esto es Estopa              | ES1 Gold · (34 Wo.)ES | Akustikalbum Erstveröffentlichung: 17. Februar 2014                                       |
| 2015 | Rumba a lo desconocido      | ES1 Platin · (56 Wo.)ES | Erstveröffentlichung: 2. Oktober 2015                                                     |
| 2016 | Esencial                    | ES52 (18 Wo.)ES | Best-of-Album Erstveröffentlichung: 20. Mai 2016                                          |
| 2019 | Estopa 20 aniversario       | ES3 (27 Wo.)ES | Erstveröffentlichung: 26. April 2019                                                      |
| 2019 | Fuego                       | ES1 Platin · (60 Wo.)ES | Erstveröffentlichung: 18. Oktober 2019                                                    |
| 2024 | Estopía                     | ES1 Gold · (52 Wo.)ES | Erstveröffentlichung: 15. März 2024                                                       |

grau schraffiert: keine Chartdaten aus diesem Jahr verfügbar

### Singles
| Jahr | Titel Album                                  | Höchstplatzierung, Gesamtwochen, AuszeichnungChartsChartplatzierungen (Jahr, Titel, Album, Platzierungen, Wochen, Auszeichnungen, Anmerkungen) | Anmerkungen                                                  |
| Jahr | Titel Album                                  | ES | Anmerkungen                                                  |
| --- | -------------------------------------------- | --- | ------------------------------------------------------------ |
| 2000 | Cacho a cacho Estopa                         | ES2 ×2Doppelplatin · (7 Wo.)ES |                                                              |
| 2001 | Partiendo la pana Destrangis                 | ES1 Platin · (10 Wo.)ES |                                                              |
| 2004 | Fuente de energía ¿La calle es tuya?         | ES1 Platin · (14 Wo.)ES |                                                              |
| 2009 | La historia de Juan Castillo –               | ES4 Gold · (13 Wo.)ES | mit Los Chicos                                               |
| 2010 | El run run Estopa X Anniversarivm            | ES1 ×3Dreifachplatin · (54 Wo.)ES | Gastsänger: Rosario                                          |
| 2011 | La primavera Estopa 2.0                      | ES16 (15 Wo.)ES |                                                              |
| 2012 | Naturaleza Estopa 2.0 (Edición Especial)     | ES25 (3 Wo.)ES | mit India Martínez                                           |
| 2012 | Me quedare Estopa 2.0                        | ES49 Platin · (2 Wo.)ES |                                                              |
| 2012 | Showtime 2.0 –                               | ES27 (2 Wo.)ES |                                                              |
| 2013 | Gente honrada –                              | ES31 (1 Wo.)ES |                                                              |
| 2014 | Cuando tú te vas Esto es Estopa              | ES9 (3 Wo.)ES |                                                              |
| 2015 | Pastillas para dormir Rumba a lo desconocido | ES49 Platin · (21 Wo.)ES |                                                              |
| 2017 | Vivir Cerrando puntos suspensivos            | ES49 ×3Dreifachplatin · (4 Wo.)ES | Erstveröffentlichung: 19. Oktober 2017 mit Estopa            |
| 2019 | Fuego                                        | ES36 ×2Doppelplatin · (7 Wo.)ES | Erstveröffentlichung: 31. Mai 2019                           |
| 2022 | Camiseta de rokanrol –                       | ES61 ×2Doppelplatin · (2 Wo.)ES | Erstveröffentlichung: 24. Februar 2022 mit Fito & Fitipaldis |
| 2022 | Rumbapop Esta vida es un jaleo               | ES98 Platin · (1 Wo.)ES | Erstveröffentlichung: 24. Juni 2022 mit Pole.                |
| 2022 | Diablo Resiliencia                           | ES25 ×4Vierfachplatin · (34 Wo.)ES | Erstveröffentlichung: 2. September 2022 mit Beret            |
| 2023 | Como Camarón Estopa                          | ES43 ×8Achtfachplatin · (71 Wo.)ES | Erstveröffentlichung: 1999                                   |
| 2023 | El día que tú te marches Estopia             | ES65 Platin · (2 Wo.)ES | Erstveröffentlichung: 1. Dezember 2023                       |
| Folgende Lieder erschienen nicht als Single, wurden aber durch das Album zum Download und Streaming bereitgestellt und konnten somit eine Platzierung erlangen: |                                              | |                                                              |
| |                                              | |                                                              |
| 2024 | Ké Más Nos Da Estopia                        | ES61 Gold · (1 Wo.)ES |                                                              |

Weitere Lieder
- 1999: El del medio de los Chichos (ES: Gold)
- 1999: La raja de tu falda (ES: ×4Vierfachplatin )
- 1999: Me falta el aliento (ES: Platin)
- 1999: Tu calorro (ES: ×5Fünffachplatin )
- 1999: Poquito a Poco (ES: Gold)
- 1999: Exiliado en el lavabo (ES: Gold)
- 2001: Demonios (ES: Gold)
- 2001: Luna lunera (ES: Gold)
- 2001: Nasio pa la alegria (ES: Platin)
- 2001: Vino tinto (ES: ×3Dreifachplatin )
- 2004: Pastillas de Freno (ES: Platin)
- 2004: Tragicomedia (ES: Platin)
- 2004: Ya no me acuerdo (ES: Platin)
- 2004: Cuando Cae la Luna (ES: Gold)
- 2004: Penas con rumba (ES: Gold)
- 2005: Malabares (ES: Platin)
- 2005: Paseo (ES: ×3Dreifachplatin )
- 2005: Vacaciones (ES: ×2Doppelplatin )
- 2005: No quiero verla mas (ES: Gold)
- 2008: Cuando amanece (ES: ×4Vierfachplatin )
- 2008: Hemicraneal (ES: Gold)
- 2015: Mundo marrón (ES: Gold)
- 2019: Corazón Sin Salida (ES: Gold)
- 2020: Despertar (mit Amaral, ES: Gold)
- 2021: Para Aute: Pasaba por Aquí (Joaquín Sabina feat. Rozalén, Marwan, Pedro Guerra, Carlos Rivera, Xoel López, Ismael Serrano, Jorge Drexler, Dani Martín, Estopa, Vanesa Martín, Silvio Rodríguez & Abel Pintos, ES: Gold)

### Videoalben
- 2014: Esto es Estopa (ES: Platin)

## Auszeichnungen für Musikverkäufe
Anmerkung: Auszeichnungen in Ländern aus den Charttabellen bzw. Chartboxen sind in ebendiesen zu finden.
| Land/RegionAuszeichnungen für Musikverkäufe (Land/Region, Auszeichnungen, Verkäufe, Quellen) | Gold       | Platin         | Verkäufe  | Quellen             |
| -------------------------------------------------------------------------------------------- | ---------- | -------------- | --------- | ------------------- |
| Spanien (Promusicae)                                                                         | 17× Gold17 | 124× Platin124 | 9.295.000 | elportaldemusica.es |
| Insgesamt                                                                                    | 17× Gold17 | 124× Platin124 |           |                     |